# Équipe de Croatie de football au Championnat d'Europe 2020
Cet article relate le parcours de l’équipe de Croatie de football lors du Championnat d'Europe 2020 organisé dans 11 grandes villes d'Europe du 11 juin au 11 juillet 2021.

## Qualifications
| Rang | Équipe         | Pts | J | G | N | P | Bp | Bc | Diff |  | Résultats (▼ dom., ► ext.) |     |     |     |     |     |
| ---- | -------------- | --- | - | - | - | - | -- | -- | ---- |  | -------------------------- | --- | --- | --- | --- | --- |
| 1    | Croatie        | 17  | 8 | 5 | 2 | 1 | 17 | 7  | +10  |  | Croatie                    |     | 2-1 | 3-1 | 3-0 | 2-1 |
| 2    | Pays de Galles | 14  | 8 | 4 | 2 | 2 | 10 | 6  | +4   |  | Pays de Galles             | 1-1 |     | 1-0 | 2-0 | 2-1 |
| 3    | Slovaquie (B)  | 13  | 8 | 4 | 1 | 3 | 13 | 11 | +2   |  | Slovaquie (B)              | 0-4 | 1-1 |     | 2-0 | 2-0 |
| 4    | Hongrie (B)    | 12  | 8 | 4 | 0 | 4 | 8  | 11 | -3   |  | Hongrie (B)                | 2-1 | 1-0 | 1-2 |     | 1-0 |
| 5    | Azerbaïdjan    | 1   | 8 | 0 | 1 | 7 | 5  | 18 | -13  |  | Azerbaïdjan                | 1-1 | 0-2 | 1-5 | 1-3 |     |

- Sélection directement qualifiée pour l'Euro 2020

## Phase finale

### Effectif
NB : Les âges et les sélections sont calculés au début de l'Euro 2020, le 11 juin 2021.

### Premier tour
| v · m | Équipe     | Pts | J | G | N | P | Bp | Bc | Diff |
| ----- | ---------- | --- | - | - | - | - | -- | -- | ---- |
| 1     | Angleterre | 7   | 3 | 2 | 1 | 0 | 2  | 0  | +2   |
| 2     | Croatie    | 4   | 3 | 1 | 1 | 1 | 4  | 3  | +1   |
| 3     | Tchéquie   | 4   | 3 | 1 | 1 | 1 | 3  | 2  | +1   |
| 4     | Écosse     | 1   | 3 | 0 | 1 | 2 | 1  | 5  | -4   |

#### Angleterre - Croatie
| Match 5                    | Angleterre               | 1 - 0   | Croatie | Stade de Wembley, Londres                                                           |                                                                                     |
| 13 juin 2021 15h00 (14h00) | ( Phillips) Sterling 57e | (0 - 0) |         | Spectateurs : 18 497 Arbitrage : Daniele Orsato Arbitre vidéo : Massimiliano Irrati | Spectateurs : 18 497 Arbitrage : Daniele Orsato Arbitre vidéo : Massimiliano Irrati |
| 13 juin 2021 15h00 (14h00) | Rapport                  |         |         | Spectateurs : 18 497 Arbitrage : Daniele Orsato Arbitre vidéo : Massimiliano Irrati | Spectateurs : 18 497 Arbitrage : Daniele Orsato Arbitre vidéo : Massimiliano Irrati |

| Angleterre | Croatie |

| ANGLETERRE :     |    |                       |     |       |
|                  |    |                       |     |       |
| Gardien de but   | 1  | Jordan Pickford       |     |       |
|                  | 2  | Kyle Walker           |     |       |
|                  | 5  | John Stones           |     |       |
|                  | 15 | Tyrone Mings          |     |       |
|                  | 12 | Kieran Trippier       |     |       |
|                  | 14 | Kalvin Phillips       |     |       |
|                  | 4  | Declan Rice           |     |       |
|                  | 10 | Raheem Sterling       |     | 90+2e |
|                  | 19 | Mason Mount           |     |       |
|                  | 20 | Phil Foden            | 64e | 71e   |
|                  | 9  | Harry Kane            |     | 82e   |
| Remplaçants :    |    |                       |     |       |
|                  | 11 | Marcus Rashford       |     | 71e   |
|                  | 26 | Jude Bellingham       |     | 82e   |
|                  | 18 | Dominic Calvert-Lewin |     | 90+2e |
| Sélectionneur :  |    |                       |     |       |
| Gareth Southgate |    |                       |     |       |

| CROATIE:        |    |                   |     |     |
|                 |    |                   |     |     |
| Gardien de but  | 1  | Dominik Livaković |     |     |
|                 | 2  | Šime Vrsaljko     |     |     |
|                 | 21 | Domagoj Vida      |     |     |
|                 | 5  | Duje Ćaleta-Car   | 42e |     |
|                 | 24 | Joško Gvardiol    |     |     |
|                 | 11 | Marcelo Brozović  | 66e | 70e |
|                 | 10 | Luka Modrić       |     |     |
|                 | 8  | Mateo Kovačić     | 48e | 85e |
|                 | 9  | Andrej Kramarić   |     | 70e |
|                 | 4  | Ivan Perišić      |     |     |
|                 | 17 | Ante Rebić        |     | 78e |
| Remplaçants :   |    |                   |     |     |
|                 | 13 | Nikola Vlašić     |     | 70e |
|                 | 7  | Josip Brekalo     |     | 70e |
|                 | 20 | Bruno Petković    |     | 78e |
|                 | 15 | Mario Pašalić     |     | 85e |
| Sélectionneur : |    |                   |     |     |
| Zlatko Dalić    |    |                   |     |     |

| Assistants : Alessandro Giallatini Fabiano Preti Quatrième arbitre : Björn Kuipers Homme du match : Raheem Sterling |

#### Croatie - Tchéquie
| Match 20                   | Croatie                 | 1 - 1   | Tchéquie          | Hampden Park, Glasgow                                                                         |                                                                                               |
| 18 juin 2021 18h00 (17h00) | ( Kramarić) Perišić 47e | (0 - 1) | 37e (pen.) Schick | Spectateurs : 5 607 Arbitrage : Carlos del Cerro Grande Arbitre vidéo : Juan Martínez Munuera | Spectateurs : 5 607 Arbitrage : Carlos del Cerro Grande Arbitre vidéo : Juan Martínez Munuera |
| 18 juin 2021 18h00 (17h00) | Rapport                 |         |                   | Spectateurs : 5 607 Arbitrage : Carlos del Cerro Grande Arbitre vidéo : Juan Martínez Munuera | Spectateurs : 5 607 Arbitrage : Carlos del Cerro Grande Arbitre vidéo : Juan Martínez Munuera |

| Croatie | Tchéquie |

| CROATIE :       |    |                   |     |     |
|                 |    |                   |     |     |
| Gardien de but  | 1  | Dominik Livaković |     |     |
|                 | 25 | Joško Gvardiol    |     |     |
|                 | 21 | Domagoj Vida      |     |     |
|                 | 6  | Dejan Lovren      | 35e |     |
|                 | 2  | Šime Vrsaljko     |     |     |
|                 | 8  | Mateo Kovačić     |     | 87e |
|                 | 10 | Luka Modrić       |     |     |
|                 | 7  | Josip Brekalo     |     | 46e |
|                 | 9  | Andrej Kramarić   |     | 62e |
|                 | 4  | Ivan Perišić      |     |     |
|                 | 17 | Ante Rebić        |     | 46e |
| Remplaçants :   |    |                   |     |     |
|                 | 20 | Bruno Petković    |     | 46e |
|                 | 26 | Luka Ivanušec     |     | 46e |
|                 | 13 | Nikola Vlašić     |     | 62e |
|                 | 11 | Marcelo Brozović  |     | 87e |
| Sélectionneur : |    |                   |     |     |
| Zlatko Dalić    |    |                   |     |     |

| TCHÉQUIE :       |    |                  |       |     |
|                  |    |                  |       |     |
| Gardien de but   | 1  | Tomáš Vaclík     |       |     |
|                  | 18 | Jan Bořil        | 82e   |     |
|                  | 3  | Ondřej Čelůstka  |       |     |
|                  | 6  | Tomáš Kalas      |       |     |
|                  | 5  | Vladimír Coufal  |       |     |
|                  | 15 | Tomáš Souček     |       |     |
|                  | 8  | Tomáš Holeš      |       | 63e |
|                  | 14 | Jakub Jankto     |       | 74e |
|                  | 8  | Vladimír Darida  |       | 87e |
|                  | 12 | Lukáš Masopust   | 50e   | 63e |
|                  | 10 | Patrik Schick    |       | 74e |
| Remplaçants :    |    |                  |       |     |
|                  | 19 | Adam Hložek      | 90+3e | 63e |
|                  | 21 | Alex Král        |       | 63e |
|                  | 13 | Petr Ševčík      |       | 74e |
|                  | 11 | Michael Krmenčík |       | 74e |
|                  | 7  | Antonín Barák    |       | 87e |
| Sélectionneur :  |    |                  |       |     |
| Jaroslav Šilhavý |    |                  |       |     |

| Assistants : Juan Carlos Yuste Jiménez Roberto Alonso Fernández Quatrième arbitre : Sandro Schärer Homme du match : Luka Modrić |

#### Croatie - Écosse
| Match 32                   | Croatie                                                               | 3 - 1   | Écosse       | Hampden Park, Glasgow                                                                            |                                                                                                  |
| 22 juin 2021 21h00 (20h00) | ( Perišić) Vlašić 17e · ( Kovačić) Modrić 62e · ( Modrić) Perišić 77e | (1 - 1) | 42e McGregor | Spectateurs : 9 896 Arbitrage : Fernando Rapallini Arbitre vidéo : Alejandro Hernández Hernández | Spectateurs : 9 896 Arbitrage : Fernando Rapallini Arbitre vidéo : Alejandro Hernández Hernández |
| 22 juin 2021 21h00 (20h00) | Rapport                                                               |         |              | Spectateurs : 9 896 Arbitrage : Fernando Rapallini Arbitre vidéo : Alejandro Hernández Hernández | Spectateurs : 9 896 Arbitrage : Fernando Rapallini Arbitre vidéo : Alejandro Hernández Hernández |

| Croatie | Écosse |

| CROATIE :       |    |                   |     |     |
|                 |    |                   |     |     |
| Gardien de but  | 1  | Dominik Livaković |     |     |
|                 | 25 | Joško Gvardiol    |     | 71e |
|                 | 21 | Domagoj Vida      |     |     |
|                 | 6  | Dejan Lovren      | 26e |     |
|                 | 22 | Josip Juranović   |     |     |
|                 | 11 | Marcelo Brozović  |     |     |
|                 | 8  | Mateo Kovačić     |     |     |
|                 | 13 | Nikola Vlašić     |     | 76e |
|                 | 10 | Luka Modrić       |     |     |
|                 | 4  | Ivan Perišić      |     | 81e |
|                 | 20 | Bruno Petković    |     | 70e |
| Remplaçants :   |    |                   |     |     |
|                 | 9  | Andrej Kramarić   |     | 70e |
|                 | 3  | Borna Barišić     |     | 71e |
|                 | 26 | Luka Ivanušec     |     | 76e |
|                 | 17 | Ante Rebić        |     | 81e |
| Sélectionneur : |    |                   |     |     |
| Zlatko Dalić    |    |                   |     |     |

| ÉCOSSE :        |    |                   |     |     |
|                 |    |                   |     |     |
| Gardien de but  | 1  | David Marshall    |     |     |
|                 | 6  | Kieran Tierney    |     |     |
|                 | 5  | Grant Hanley      |     | 33e |
|                 | 4  | Scott McTominay   |     |     |
|                 | 3  | Andrew Robertson  |     |     |
|                 | 8  | Callum McGregor   |     |     |
|                 | 7  | John McGinn       |     |     |
|                 | 17 | Stuart Armstrong  |     | 70e |
|                 | 2  | Stephen O'Donnell |     | 84e |
|                 | 10 | Che Adams         |     | 84e |
|                 | 9  | Lyndon Dykes      |     |     |
| Remplaçants :   |    |                   |     |     |
|                 | 26 | Scott McKenna     | 34e | 33e |
|                 | 20 | Ryan Fraser       |     | 70e |
|                 | 19 | Kevin Nisbet      |     | 84e |
|                 | 22 | Nathan Patterson  |     | 84e |
| Sélectionneur : |    |                   |     |     |
| Steve Clarke    |    |                   |     |     |

| Assistants : Juan Pablo Belatti Diego Bonfá Quatrième arbitre : Bartosz Frankowski Homme du match : Nikola Vlašić |

### Huitième de finale

#### Croatie - Espagne
| Match 41                | Croatie                                              | 3 - 5 a. p.           | Espagne | Parken Stadium, Copenhague                                                         |                                                                                    |
| 28 juin 2021 18h00 CEST | Pedri 20e (csc) · Oršić 85e · ( Oršić) Pašalić 90+2e | (1 - 1, 3 - 3, 3 - 5) | 38e Sarabia (Gayà ) · 57e Azpilicueta (F. Torres ) · 77e F. Torres (P. Torres ) · 100e Morata (Olmo ) · 103e Oyarzabal (Olmo ) | Spectateurs : 22 771 Arbitrage : Cüneyt Çakır Arbitre vidéo : Bastian Dankert (en) | Spectateurs : 22 771 Arbitrage : Cüneyt Çakır Arbitre vidéo : Bastian Dankert (en) |
| 28 juin 2021 18h00 CEST | Rapport                                              |                       | | Spectateurs : 22 771 Arbitrage : Cüneyt Çakır Arbitre vidéo : Bastian Dankert (en) | Spectateurs : 22 771 Arbitrage : Cüneyt Çakır Arbitre vidéo : Bastian Dankert (en) |

| Croatie | Espagne |

| CROATIE :       |    |                   |     |      |
|                 |    |                   |     |      |
| Gardien de but  | 1  | Dominik Livaković |     |      |
|                 | 25 | Joško Gvardiol    |     |      |
|                 | 5  | Duje Ćaleta-Car   | 84e |      |
|                 | 21 | Domagoj Vida      |     |      |
|                 | 22 | Josip Juranović   |     | 74e  |
|                 | 11 | Marcelo Brozović  | 73e |      |
|                 | 8  | Mateo Kovačić     |     | 79e  |
|                 | 10 | Luka Modrić       |     | 114e |
|                 | 17 | Ante Rebić        |     | 67e  |
|                 | 20 | Bruno Petković    |     | 46e  |
|                 | 13 | Nikola Vlašić     |     | 79e  |
| Remplaçants :   |    |                   |     |      |
|                 | 9  | Andrej Kramarić   |     | 46e  |
|                 | 18 | Mislav Oršić      |     | 67e  |
|                 | 7  | Josip Brekalo     |     | 74e  |
|                 | 14 | Ante Budimir      |     | 79e  |
|                 | 15 | Mario Pašalić     |     | 79e  |
|                 | 26 | Luka Ivanušec     |     | 114e |
| Sélectionneur : |    |                   |     |      |
| Zlatko Dalić    |    |                   |     |      |

| ESPAGNE :       |    |                   |      |
|                 |    |                   |      |
| Gardien de but  | 23 | Unai Simón        |      |
|                 | 14 | José Gayà         | 77e  |
|                 | 24 | Aymeric Laporte   |      |
|                 | 12 | Eric García       | 71e  |
|                 | 2  | César Azpilicueta |      |
|                 | 26 | Pedri             |      |
|                 | 5  | Sergio Busquets   | 101e |
|                 | 8  | Koke              | 77e  |
|                 | 22 | Pablo Sarabia     | 71e  |
|                 | 7  | Álvaro Morata     |      |
|                 | 11 | Ferran Torres     | 88e  |
| Remplaçants :   |    |                   |      |
|                 | 19 | Dani Olmo         | 71e  |
|                 | 4  | Pau Torres        | 71e  |
|                 | 18 | Jordi Alba        | 77e  |
|                 | 17 | Fabián Ruiz       | 77e  |
|                 | 21 | Mikel Oyarzabal   | 88e  |
|                 | 16 | Rodri             | 101e |
| Sélectionneur : |    |                   |      |
| Luis Enrique    |    |                   |      |

| Assistants : Bahattin Duran Tarık Ongun Quatrième arbitre : Andreas Ekberg Homme du match : Sergio Busquets |

## Statistiques

### Temps de jeu
| Joueur            |          |          |          |          | TT       | But inscrit | Passe décisive | MJ       | MT       | Légende |
| ----------------- | -------- | -------- | -------- | -------- | -------- | ----------- | -------------- | -------- | -------- | --- |
| Gardiens          | Gardiens | Gardiens | Gardiens | Gardiens | Gardiens | Gardiens    | Gardiens       | Gardiens | Gardiens | Abréviations et symboles : TT : Total de minutes jouées MJ : Nombre de matchs joués MT : Matchs joués en tant que titulaire : but : passe décisive : joueur entré : joueur remplacé : capitaine : carton jaune : carton rouge |
| Dominik Livaković | 90       | 90       | 90       | 120      | 390      |             |                | 4        | 4        | Abréviations et symboles : TT : Total de minutes jouées MJ : Nombre de matchs joués MT : Matchs joués en tant que titulaire : but : passe décisive : joueur entré : joueur remplacé : capitaine : carton jaune : carton rouge |
| Lovre Kalinić     |          |          |          |          | 0        |             |                |          |          | Abréviations et symboles : TT : Total de minutes jouées MJ : Nombre de matchs joués MT : Matchs joués en tant que titulaire : but : passe décisive : joueur entré : joueur remplacé : capitaine : carton jaune : carton rouge |
| Simon Sluga       |          |          |          |          | 0        |             |                |          |          | Abréviations et symboles : TT : Total de minutes jouées MJ : Nombre de matchs joués MT : Matchs joués en tant que titulaire : but : passe décisive : joueur entré : joueur remplacé : capitaine : carton jaune : carton rouge |
| Défenseurs        |          |          |          |          |          |             |                |          |          | Abréviations et symboles : TT : Total de minutes jouées MJ : Nombre de matchs joués MT : Matchs joués en tant que titulaire : but : passe décisive : joueur entré : joueur remplacé : capitaine : carton jaune : carton rouge |
| Šime Vrsaljko     | 90       | 90       |          |          | 180      |             |                | 2        | 2        | Abréviations et symboles : TT : Total de minutes jouées MJ : Nombre de matchs joués MT : Matchs joués en tant que titulaire : but : passe décisive : joueur entré : joueur remplacé : capitaine : carton jaune : carton rouge |
| Borna Barišić     |          |          | 19       |          | 19       |             |                | 1        |          | Abréviations et symboles : TT : Total de minutes jouées MJ : Nombre de matchs joués MT : Matchs joués en tant que titulaire : but : passe décisive : joueur entré : joueur remplacé : capitaine : carton jaune : carton rouge |
| Duje Ćaleta-Car   | 90       |          |          | 120      | 210      |             |                | 2        | 2        | Abréviations et symboles : TT : Total de minutes jouées MJ : Nombre de matchs joués MT : Matchs joués en tant que titulaire : but : passe décisive : joueur entré : joueur remplacé : capitaine : carton jaune : carton rouge |
| Dejan Lovren      |          | 90       | 90       |          | 180      |             |                | 2        | 2        | Abréviations et symboles : TT : Total de minutes jouées MJ : Nombre de matchs joués MT : Matchs joués en tant que titulaire : but : passe décisive : joueur entré : joueur remplacé : capitaine : carton jaune : carton rouge |
| Mile Škorić       |          |          |          |          | 0        |             |                |          |          | Abréviations et symboles : TT : Total de minutes jouées MJ : Nombre de matchs joués MT : Matchs joués en tant que titulaire : but : passe décisive : joueur entré : joueur remplacé : capitaine : carton jaune : carton rouge |
| Domagoj Vida      | 90       | 90       | 90       | 120      | 390      |             |                | 4        | 4        | Abréviations et symboles : TT : Total de minutes jouées MJ : Nombre de matchs joués MT : Matchs joués en tant que titulaire : but : passe décisive : joueur entré : joueur remplacé : capitaine : carton jaune : carton rouge |
| Josip Juranović   |          |          | 90       | 74       | 164      |             |                | 2        | 2        | Abréviations et symboles : TT : Total de minutes jouées MJ : Nombre de matchs joués MT : Matchs joués en tant que titulaire : but : passe décisive : joueur entré : joueur remplacé : capitaine : carton jaune : carton rouge |
| Joško Gvardiol    | 90       | 90       | 71       | 120      | 371      |             |                | 4        | 4        | Abréviations et symboles : TT : Total de minutes jouées MJ : Nombre de matchs joués MT : Matchs joués en tant que titulaire : but : passe décisive : joueur entré : joueur remplacé : capitaine : carton jaune : carton rouge |
| Domagoj Bradarić  |          |          |          |          | 0        |             |                |          |          | Abréviations et symboles : TT : Total de minutes jouées MJ : Nombre de matchs joués MT : Matchs joués en tant que titulaire : but : passe décisive : joueur entré : joueur remplacé : capitaine : carton jaune : carton rouge |
| Milieux           |          |          |          |          |          |             |                |          |          | Abréviations et symboles : TT : Total de minutes jouées MJ : Nombre de matchs joués MT : Matchs joués en tant que titulaire : but : passe décisive : joueur entré : joueur remplacé : capitaine : carton jaune : carton rouge |
| Mateo Kovačić     | 85       | 87       | 90       | 79       | 341      |             | 1              | 4        | 4        | Abréviations et symboles : TT : Total de minutes jouées MJ : Nombre de matchs joués MT : Matchs joués en tant que titulaire : but : passe décisive : joueur entré : joueur remplacé : capitaine : carton jaune : carton rouge |
| Luka Modrić       | 90       | 90       | 90       | 120      | 390      | 1           | 1              | 4        | 4        | Abréviations et symboles : TT : Total de minutes jouées MJ : Nombre de matchs joués MT : Matchs joués en tant que titulaire : but : passe décisive : joueur entré : joueur remplacé : capitaine : carton jaune : carton rouge |
| Marcelo Brozović  | 70       | 3        | 90       | 120      | 283      |             |                | 4        | 3        | Abréviations et symboles : TT : Total de minutes jouées MJ : Nombre de matchs joués MT : Matchs joués en tant que titulaire : but : passe décisive : joueur entré : joueur remplacé : capitaine : carton jaune : carton rouge |
| Nikola Vlašić     | 20       | 28       | 76       | 79       | 203      | 1           |                | 4        | 0        | Abréviations et symboles : TT : Total de minutes jouées MJ : Nombre de matchs joués MT : Matchs joués en tant que titulaire : but : passe décisive : joueur entré : joueur remplacé : capitaine : carton jaune : carton rouge |
| Mario Pašalić     | 5        |          |          | 41       | 46       | 1           |                | 2        |          | Abréviations et symboles : TT : Total de minutes jouées MJ : Nombre de matchs joués MT : Matchs joués en tant que titulaire : but : passe décisive : joueur entré : joueur remplacé : capitaine : carton jaune : carton rouge |
| Milan Badelj      |          |          |          |          | 0        |             |                |          |          | Abréviations et symboles : TT : Total de minutes jouées MJ : Nombre de matchs joués MT : Matchs joués en tant que titulaire : but : passe décisive : joueur entré : joueur remplacé : capitaine : carton jaune : carton rouge |
| Luka Ivanušec     |          | 44       | 14       | 6        | 64       |             |                | 3        |          | Abréviations et symboles : TT : Total de minutes jouées MJ : Nombre de matchs joués MT : Matchs joués en tant que titulaire : but : passe décisive : joueur entré : joueur remplacé : capitaine : carton jaune : carton rouge |
| Attaquants        |          |          |          |          |          |             |                |          |          | Abréviations et symboles : TT : Total de minutes jouées MJ : Nombre de matchs joués MT : Matchs joués en tant que titulaire : but : passe décisive : joueur entré : joueur remplacé : capitaine : carton jaune : carton rouge |
| Ivan Perišić      | 90       | 90       | 81       |          | 261      | 2           | 1              | 3        | 3        | Abréviations et symboles : TT : Total de minutes jouées MJ : Nombre de matchs joués MT : Matchs joués en tant que titulaire : but : passe décisive : joueur entré : joueur remplacé : capitaine : carton jaune : carton rouge |
| Josip Brekalo     | 20       | 46       |          | 46       | 112      |             |                | 3        | 1        | Abréviations et symboles : TT : Total de minutes jouées MJ : Nombre de matchs joués MT : Matchs joués en tant que titulaire : but : passe décisive : joueur entré : joueur remplacé : capitaine : carton jaune : carton rouge |
| Andrej Kramarić   | 70       | 62       | 20       | 74       | 226      |             | 1              | 4        | 2        | Abréviations et symboles : TT : Total de minutes jouées MJ : Nombre de matchs joués MT : Matchs joués en tant que titulaire : but : passe décisive : joueur entré : joueur remplacé : capitaine : carton jaune : carton rouge |
| Ante Budimir      |          |          |          | 41       | 41       |             |                |          |          | Abréviations et symboles : TT : Total de minutes jouées MJ : Nombre de matchs joués MT : Matchs joués en tant que titulaire : but : passe décisive : joueur entré : joueur remplacé : capitaine : carton jaune : carton rouge |
| Ante Rebić        | 78       | 46       | 9        | 67       | 200      |             |                | 4        | 3        | Abréviations et symboles : TT : Total de minutes jouées MJ : Nombre de matchs joués MT : Matchs joués en tant que titulaire : but : passe décisive : joueur entré : joueur remplacé : capitaine : carton jaune : carton rouge |
| Mislav Oršić      |          |          |          | 53       | 53       | 1           | 1              | 1        |          | Abréviations et symboles : TT : Total de minutes jouées MJ : Nombre de matchs joués MT : Matchs joués en tant que titulaire : but : passe décisive : joueur entré : joueur remplacé : capitaine : carton jaune : carton rouge |
| Bruno Petković    | 12       | 44       | 70       | 46       | 172      |             |                | 4        | 2        | Abréviations et symboles : TT : Total de minutes jouées MJ : Nombre de matchs joués MT : Matchs joués en tant que titulaire : but : passe décisive : joueur entré : joueur remplacé : capitaine : carton jaune : carton rouge |

| Buts | Joueurs       | Adversaires      |
| ---- | ------------- | ---------------- |
| 2    | Ivan Perišić  | Tchéquie, Écosse |
| 1    | Nikola Vlašić | Écosse           |
| 1    | Luka Modrić   | Écosse           |
| 1    | Mislav Oršić  | Espagne          |
| 1    | Mario Pašalić | Espagne          |

| Passes | Joueurs         | Adversaires |
| ------ | --------------- | ----------- |
| 1      | Andrej Kramarić | Tchéquie    |
| 1      | Ivan Perišić    | Écosse      |
| 1      | Mateo Kovačić   | Écosse      |
| 1      | Luka Modrić     | Écosse      |
| 1      | Mislav Oršić    | Espagne     |